# Margica

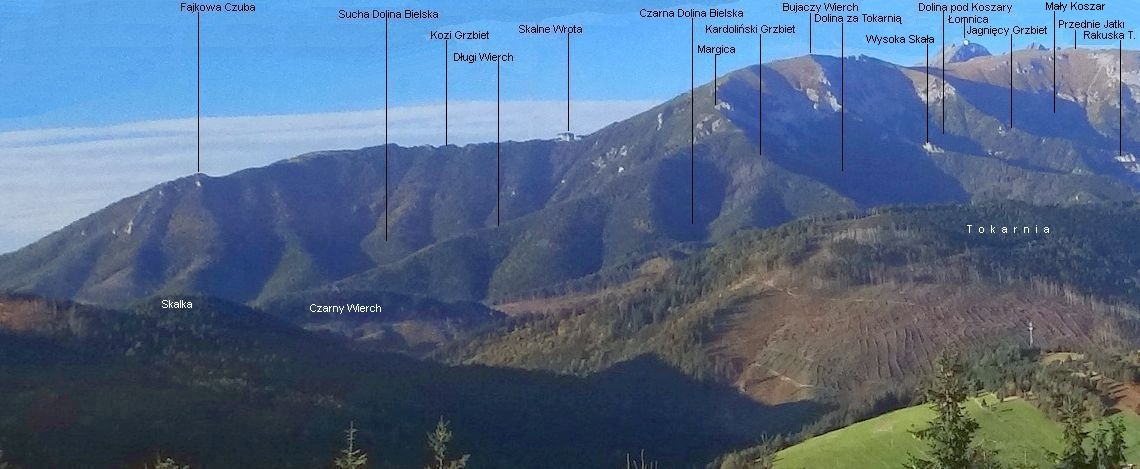
Granie na północnych zboczach Tatr Bielskich. Widok z Magury Spiskiej

Margica (słow. Margita) – górna część północno-wschodniej grani Bujaczego Wierchu w słowackich Tatrach Bielskich. Jest to jedna z siedmiu grani tego szczytu. Zwornikowy punkt Margicy znajduje się na wysokości około 1850 m. Margica oddziela Kurzą Dolinkę (najwyższa część Doliny za Tokarnią) od najwyższej części Suchej Doliny Bielskiej. Opada w kierunku północno-wschodnim (a dokładniej NNE) i na wysokości około 1600 m rozgałęzia się na dwa ramiona: Kardoliński Grzbiet i Długi Wierch.
Margica to mało stromy grzbiet. Znajduje się w nim kilka niewybitnych kopek, najwyższa (1718 m) wznosi się powyżej Kurzej Przełęczy. Grzbiet Margicy na obydwie dolinki opada stromymi, kruchymi i poszatkowanymi urwiskami. W najbardziej stromej ich ścianie wschodniej (nad Suchą Doliną) widoczne są dwie duże nyże. Poniżej nich i nieco na północ znajdują się dwie jaskinie: Jaskinia Alabastrowa i Lodowa Piwnica.
Większą część Margicy porasta kosodrzewina, tylko szczytowe partie są trawiaste. Grzbietem Margicy od punktu, w którym rozgałęzia się na Kardoliński Grzbiet i Długi Wierch do Kurzej Przełęczy prowadzi wyraźna ścieżka wśród kosodrzewiny (tylko na jednym krótkim odcinku jest zarośnięta). Powyżej Kurzej Przełęczy prowadzi dobrze wydeptana ścieżka dawnej Magistrali Tatrzańskiej (obecnie ten odcinek jest zamknięty dla turystów).